# Ansouis
Ansouis ist eine französische Gemeinde mit 1066 Einwohnern (Stand 1. Januar 2022) im Département Vaucluse in der Region Provence-Alpes-Côte d’Azur. Sie gehört zum Arrondissement Apt und zum Kanton Pertuis. Sie ist als eines der Plus beaux villages de France (Schönste Dörfer Frankreichs) klassifiziert. Die Bewohner werden Ansouisiens und Ansouisiennes genannt.

## Geographie

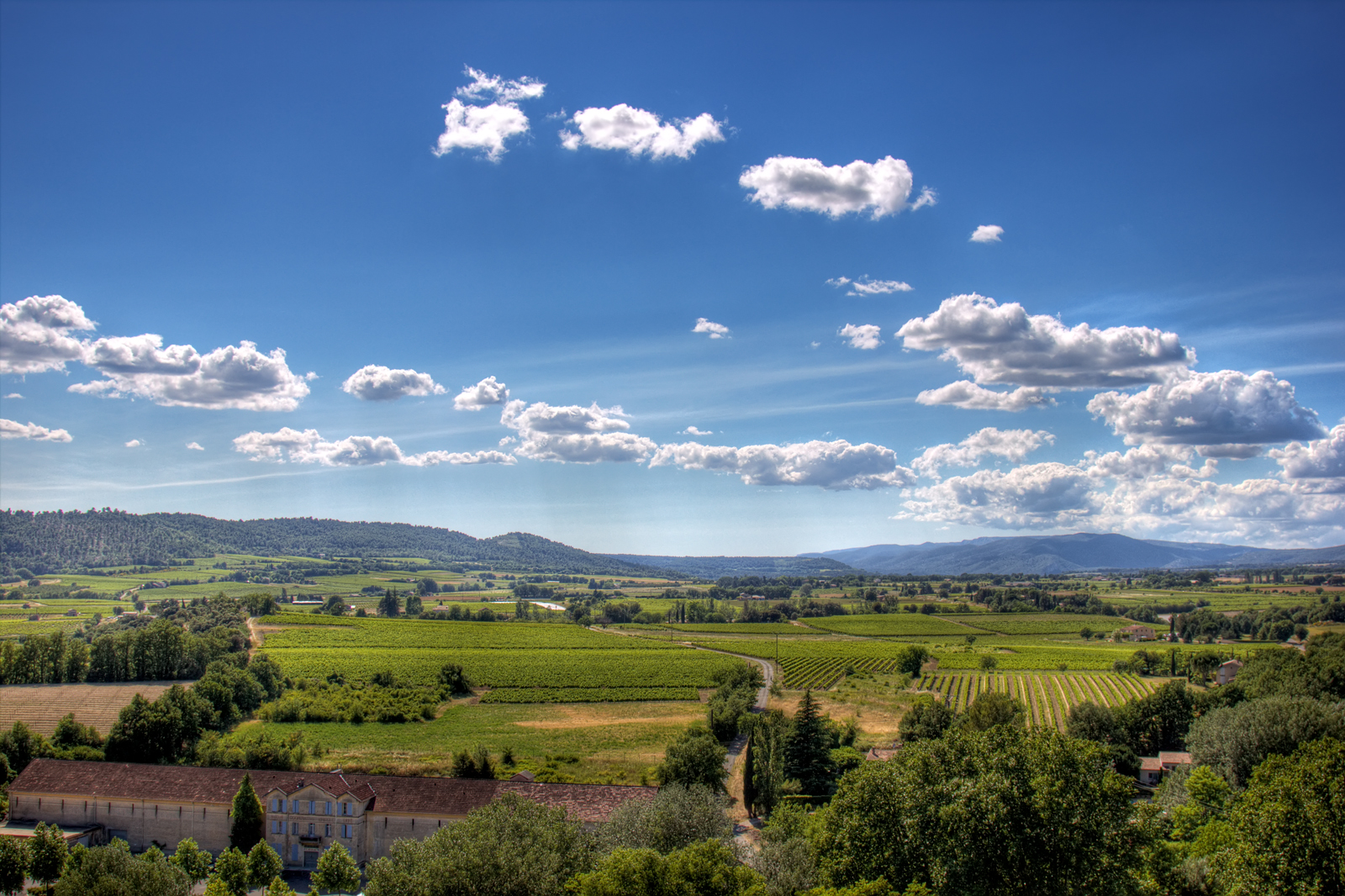
Landschaft bei Ansouis

Ansouis befindet sich im Südosten des Départements Vaucluse in der Provence etwa 16 Kilometer südsüdöstlich von Apt und etwa 23 Kilometer nordnordöstlich von Aix-en-Provence. Im Norden der Gemeinde erhebt sich das Gebirge des Luberon mit dem Regionalen Naturpark Luberon, zu dem das Gemeindegebiet gehört. Südlich von Ansouis liegt das Tal der Durance. Die Gemeinde liegt auf einem kleinen Relief nördlich eines größeren Hügels, der ihm seinen höchsten Punkt verleiht und südlich eines hügeligen Gebiets ohne signifikanter Erhebung. Sein tiefster Punkt liegt im Südwesten, nahe der Kreuzung der Departementsstraßen 37 und 182.
Mehrere Bäche fließen durch die Gemeinde und münden in den Merderic, der die Gemeinde durchquert und weiter in die Durance mündet.
Umgeben wird Ansouis von den acht Nachbargemeinden:
| Cucuron            |                                             | Sannes La Motte-d’Aigues |
| Vaugines           | Kompassrose, die auf Nachbargemeinden zeigt | La Tour-d’Aigues         |
| Cadenet Villelaure |                                             | Pertuis                  |

Die nächstgelegene Stadt ist Pertuis (6 km).

## Verkehr
Im Ortszentrum kreuzen sich mehrere Routes départementales. Die D56 nördlich aus Cucuron kommend verläuft weiter südöstlich nach Pertuis. Die D37 quert die Gemeinde auf südwest-nordöstlicher Achse und bietet Zugang zu den Gemeinden Villelaure und Sannes. Richtung Nordwesten kommt man über die D135 nach Cadenet und Lourmarin. Ganz im Osten streift die D9 von Cabrières-d’Aigues kommend die Gemeinde und führt weiter nach Pertuis. Von ihr gibt es eine Abzweigung der D135 Richtung Osten nach La Tour-d’Aigues.
Nächstgelegener Bahnhof ist der Bahnhof Pertuis, mit dem man Anschluss an die Städte Lyon, Marseille und Aix-en-Provence hat.

## Geschichte
Das Herrengut von Ansouis wurde zum ersten Mal im 10. Jahrhundert erwähnt. Es ging im Jahr 1178 in den Besitz der Familie Sabran über, deren Nachfahren noch bis 2008 im Schloss residierten. Unterhalb des Schlosses entwickelte sich eine Siedlung, die im 14. Jahrhundert von einer neuen Stadtmauer umgeben wurde. Seit dem 18. Jahrhundert ist Ansouis für den Anbau von Kirschen, Pflaumen, Melonen und Rüben bekannt.

## Bevölkerungsentwicklung
| Jahr      | 1962 | 1968 | 1975 | 1982 | 1990 | 1999 | 2006 | 2018 |
| --------- | ---- | ---- | ---- | ---- | ---- | ---- | ---- | ---- |
| Einwohner | 520  | 525  | 536  | 612  | 892  | 1033 | 1105 | 1035 |

## Sehenswürdigkeiten
- Schloss, ehemalige Residenz der Familie Sabran (10. Jahrhundert). Ursprünglich als Burg errichtet, im 12. und 13. Jahrhundert umgebaut, weitere Umbauten im 15. und 19. Jahrhundert. Das heutige Gebäude stammt aus dem 17. Jahrhundert und besitzt zwei kleine Gartenparterres in barocker Manier. Schloss und Park mit den Überresten der Stadtmauer und des quadratischen Turms sind seit 1948 als Monument historique klassifiziert.
- Pfarrkirche St-Martin (13. Jahrhundert), seit 1988 als Monument historique klassifiziert
- Stadtbefestigung
- Musée des Arts et des Métiers du vin. Privatsammlung im Zentrum eines Weingutes. Es werden über 3000 einzigartige Objekte in einem kürzlich renovierten Gebäude gezeigt. In einer 400 m² großen Halle sind alte Weinpressen zu sehen.
- Musée extraordinaire de Georges Mazoyer. In einem Gewölbekeller aus dem 15. Jahrhundert wurde von einem Künstler eine Unterwasserwelt eingerichtet.
- Von der Abtei Psalmody abhängiges Priorat, erwähnt ab 1099, bereits 1343 in schlechtem Zustand, im 16. Jahrhundert säkularisiert und in einen Bauernhof umgewandelt. Heute ist nur noch die Kirche übrig, die in ein Wohnhaus umgewandelt wurde.

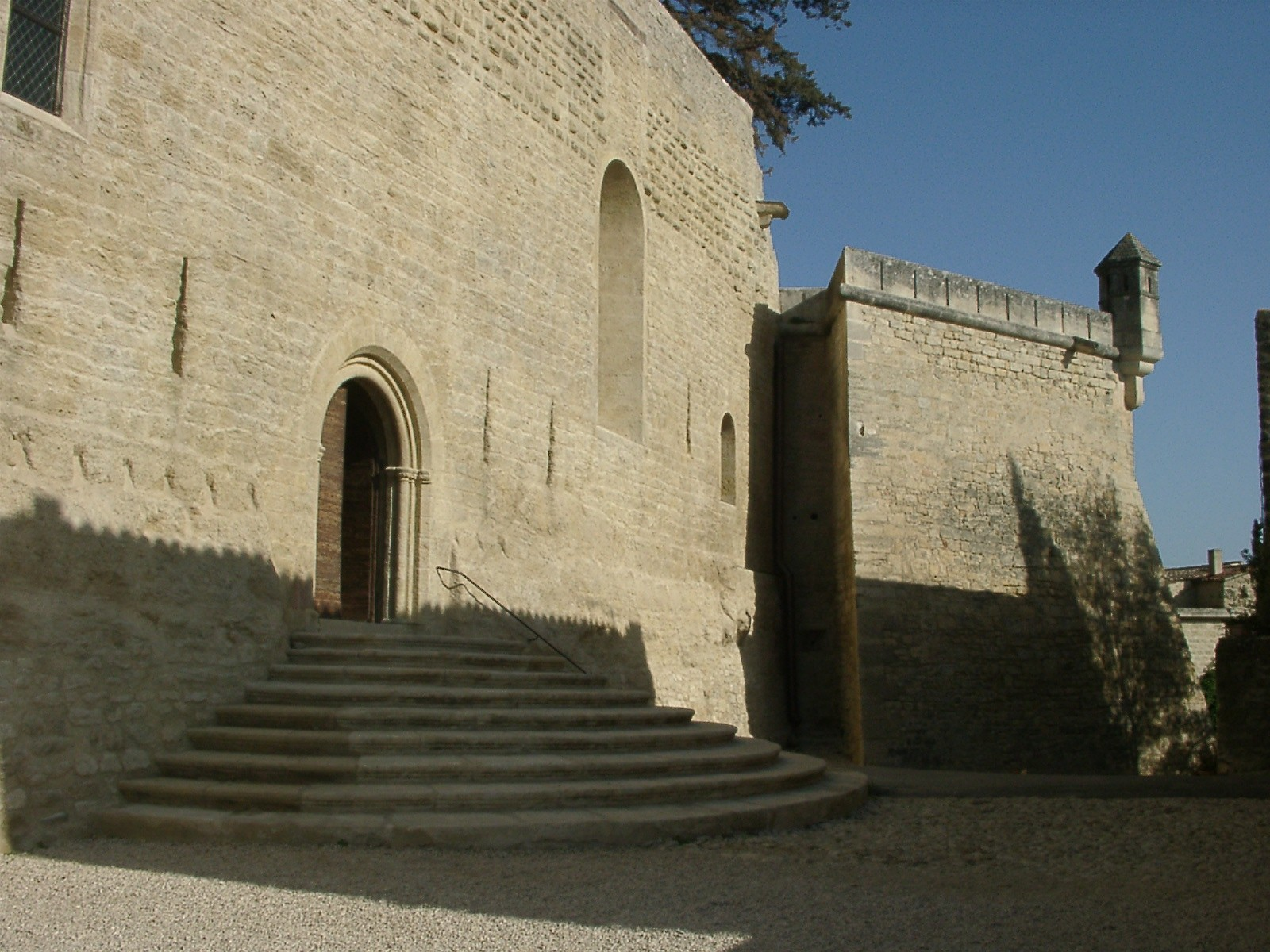
Kirchplatz
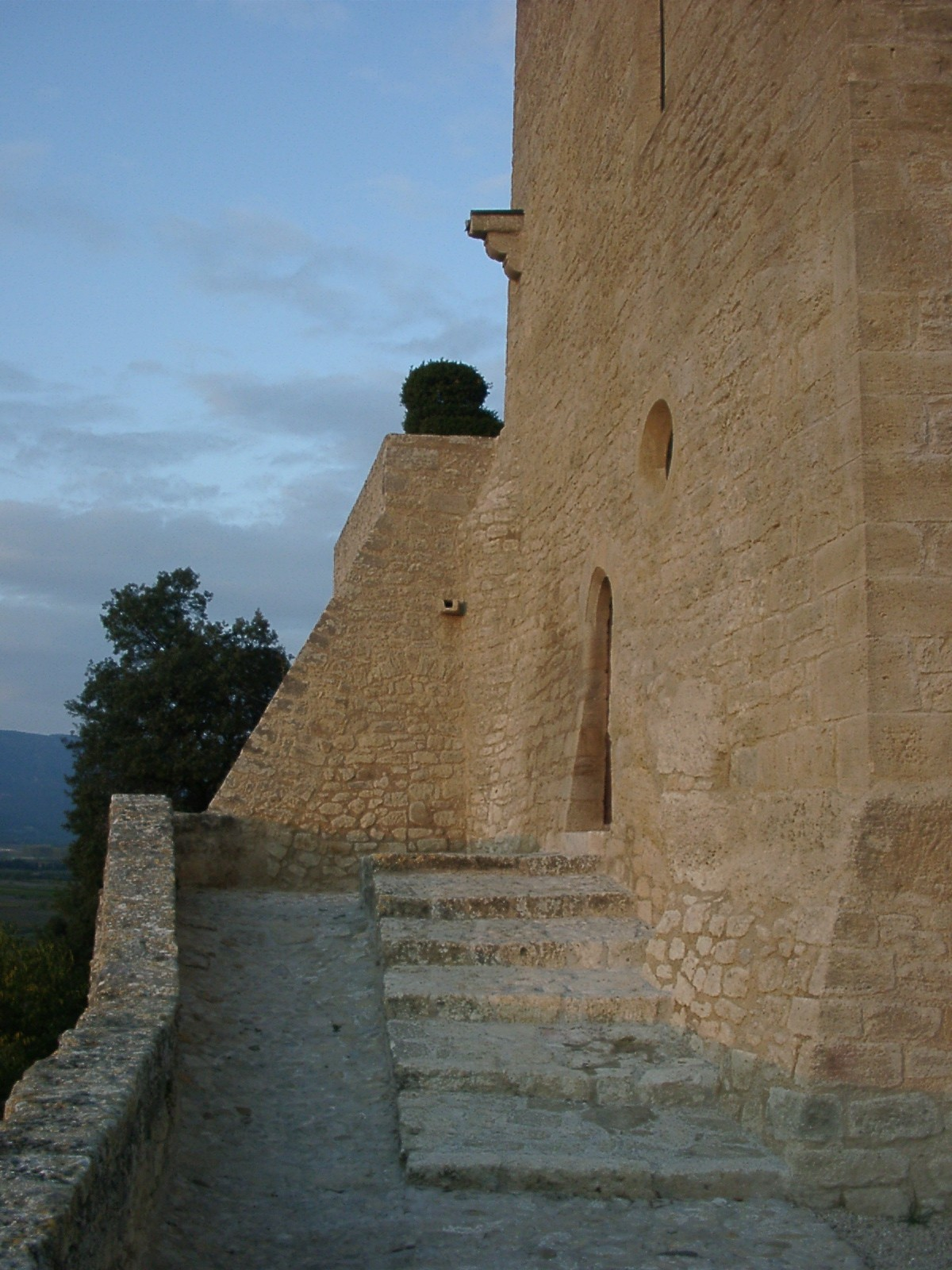
Eingang der Pfarrkirche St-Martin
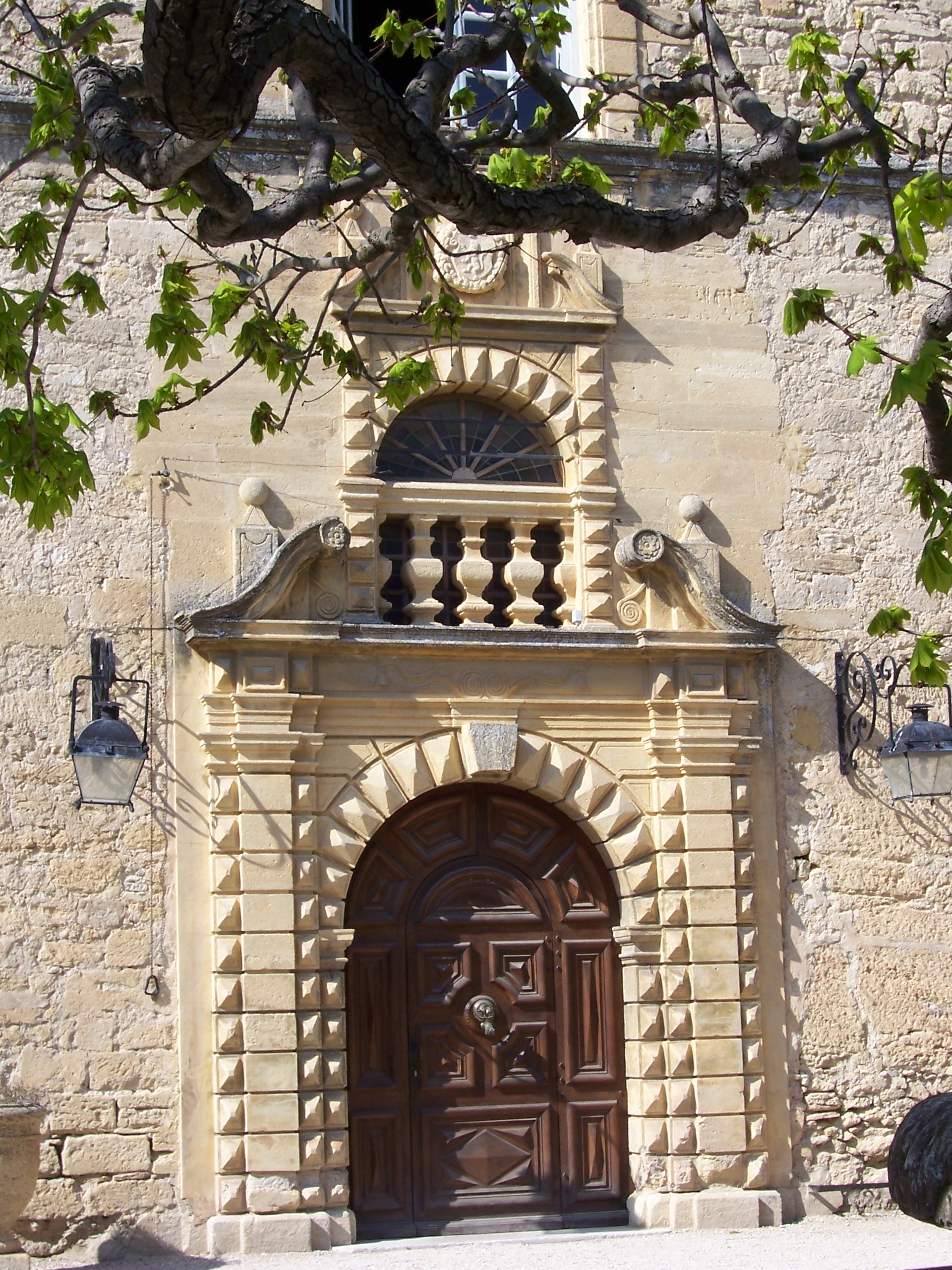
Eingang des Schlosses
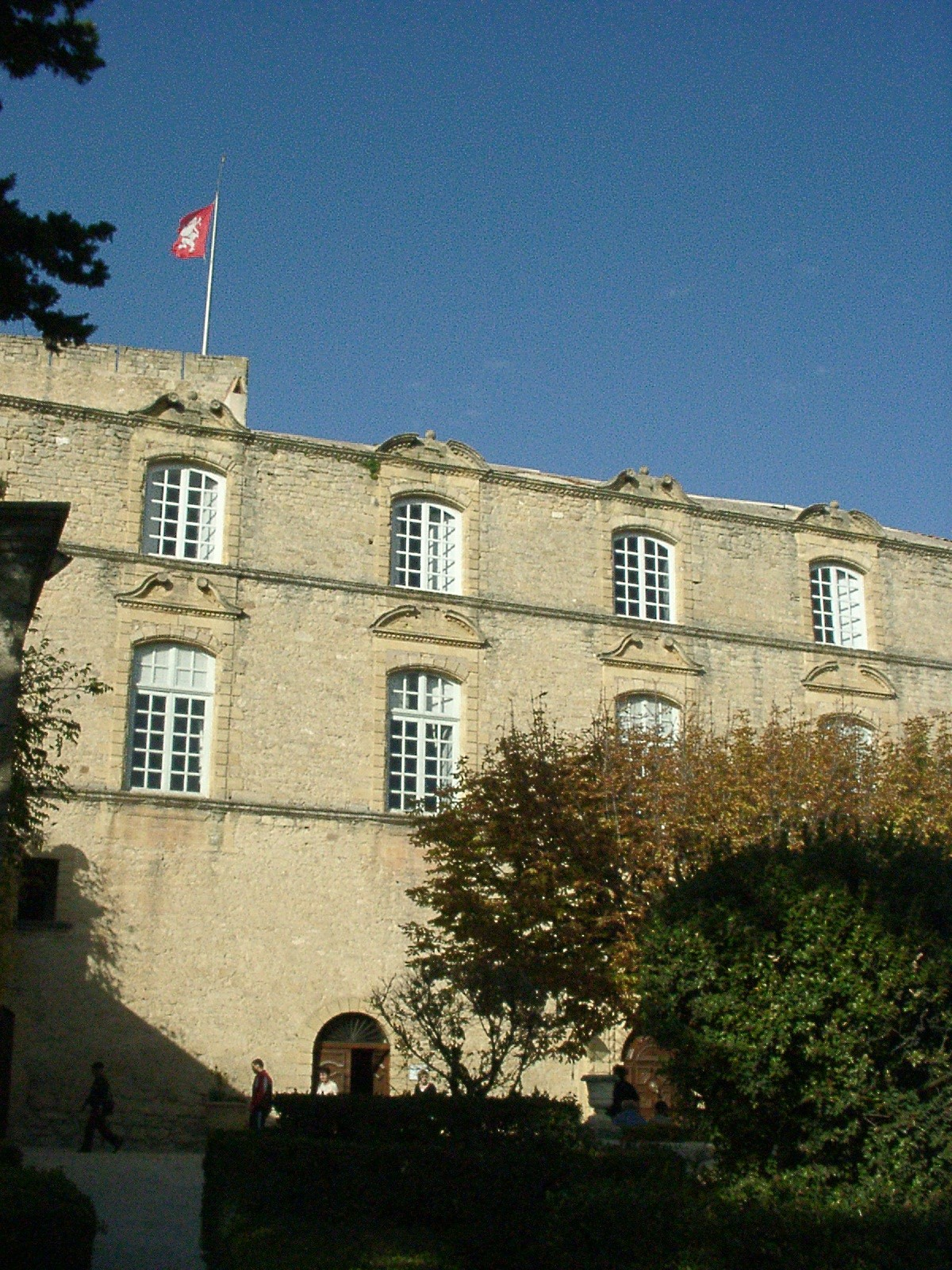
Renaissance-Fassade des Schlosses
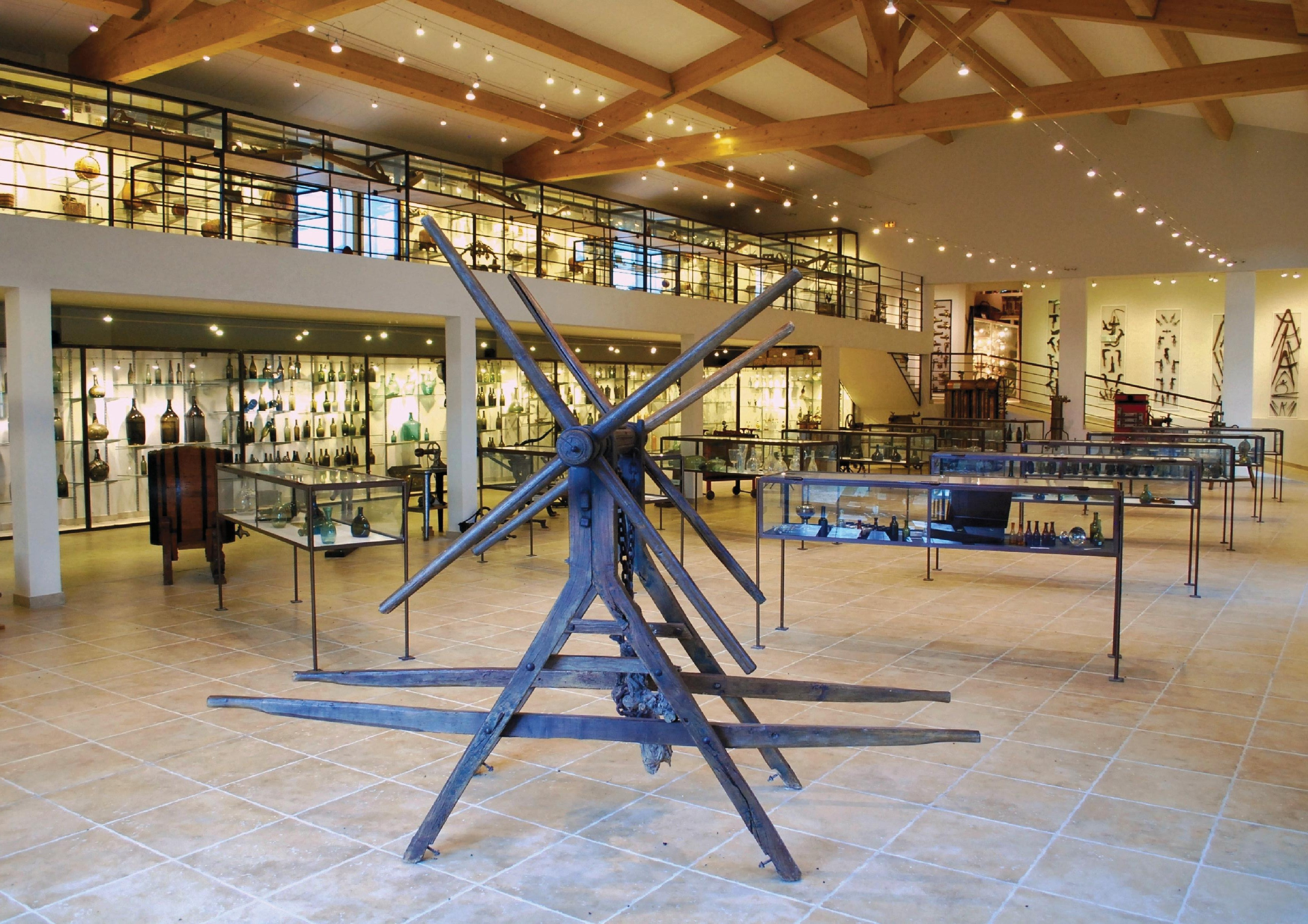
Musée des Arts et des Métiers du vin im Château Turcan